# Barry Norman
Barry Norman CBE (Londres, 21 d'agost de 1933 - Londres, 30 de juny de 2017) fou un periodista i crític de cinema anglès.
Va rebre educació a l'escola estatal de primària i a Highgate School, després anà a una escola independent de solament nois del nord de Londres. No anà a la universitat, optant en canvi estudiar Gestió d'enviaments a Islington Technical College, i començà la seua carrera professional com a periodista a the Kensington News. Més avant va passar un temps a Sud-àfrica treballant per a The Star a Johannesburg, després se n'anà a Harare on escrivia per a The Rhodesia Herald. Era germà del director i editor de guions Valerie Norman.
Fou un dels col·laboradors de Wally Fawkes en la tira còmica Flook.